# 束花芒毛苣苔
束花芒毛苣苔（学名：Aeschynanthus hookeri）为苦苣苔科芒毛苣苔属下的一个种。

## 扩展阅读
維基物種上的相關：束花芒毛苣苔